# Mszczonów (gromada)
Mszczonów (do 30 XII 1959 Adamowice) – dawna gromada, czyli najmniejsza jednostka podziału terytorialnego Polskiej Rzeczypospolitej Ludowej w latach 1954–1972.
Gromady, z gromadzkimi radami narodowymi (GRN) jako organami władzy najniższego stopnia na wsi, funkcjonowały od reformy reorganizującej administrację wiejską przeprowadzonej jesienią 1954 do momentu ich zniesienia z dniem 1 stycznia 1973, tym samym wypierając organizację gminną w latach 1954–1972.
Gromadę Mszczonów z siedzibą GRN w mieście Mszczonowie (nie wchodzącym w jej skład) utworzono 31 grudnia 1959 w powiecie grodziskomazowieckim w woj. warszawskim w związku z przeniesieniem siedziby GRN gromady Adamowice z Adamowic do Mszczonowa i zmianą nazwy jednostki na gromada Mszczonów; równocześnie do nowo utworzonej gromady Mszczonów włączono obszar zniesionej gromady Bronisławów.
31 grudnia 1961 z gromady Mszczonów wyłączono obszar o nazwie Pogorzałki, włączając go do miasta Mszczonów w tymże powiecie i województwie.
1 stycznia 1969 do gromady Mszczonów włączono wsie Budy Zasłona i Górny Badów ze zniesionej gromady Piekary w tymże powiecie.
Gromada przetrwała do końca 1972 roku, czyli do kolejnej reformy gminnej. 1 stycznia 1973 w powiecie grodziskomazowieckim utworzono gminę Mszczonów.